# Mè tré một lá
Mè tré một lá (danh pháp khoa học: Amomum unifolium) là một loài thực vật có hoa trong họ Gừng. Loài này được François Gagnepain mô tả khoa học đầu tiên năm 1907. Năm 1997, Mark Fleming Newman chuyển nó sang chi Elettariopsis với danh pháp Elettariopsis unifolia. Phân tích phát sinh chủng loại phân tử chi Amomum nghĩa rộng năm 2018 của de Boer et al. cho thấy nó thuộc về chi Amomum nghĩa hẹp, vì thế nó được các tác giả chuyển nó trở lại chi Amomum.

## Phân bố
Loài này có ở miền nam Việt Nam.